# Fairy Gone
Fairy Gone (яп. フェアリーゴーン фэари: го:н,  Пропавшие Феи) — аниме-сериал, созданный на студии P.A. Works. Премьера телевизионного показа на японских телеканалах состоялась 7 апреля 2019 года.
Манга-адаптация аниме начала выпускаться в майском номере Bessatsu Shōnen Magazine издательства Kodansha, который вышел 9 апреля 2019 года. Автором манги стал Рёсукэ Фудзи.

## Сюжет
Во время войны были созданы солдаты, призывающие фей — существ, что внедрялись в живые органы и наделяли своего носителя супер-силой. После войны такие люди остались не у дел. Кто-то смог вписаться в мирную жизнь, но большинство стали использовать свои способности для преступлений против общества и государства. События разворачиваются спустя девять лет после войны. Героиня поступает в спецотряд «Доротея», который выслеживает и устраняет мятежных бывших солдат-фей. В «Доротее» тоже работают солдаты-феи.

## Персонажи
- Мария Ноэль (яп. マリアノエル Мариа Ноэру, озвучена: Кана Итиносэ) — новобранец «Доротеи», организации, занимающейся расследованием и пресечением преступлений и инцидентов, связанных с феями.
- Фри Ундербар (яп. 無料のアンダーバー Мурё но анда:ба:, озвучен: Томоаки Маэно)
- Вероника Торн (яп. ヴェロニカソーン Вэроника Со:н, озвучена: Аяка Фукухара)
- Вольфран Роу (яп. ウルフラン低 Уруфуран Хику, озвучен: Ёсимаса Хосоя)

## Медиа

### Аниме
24 января 2019 года было объявлено о создании аниме-телесериала от студии P.A. Works. Режиссером был назначен Кэнъити Судзуки, сценаристом — Ао Дзюмондзи. Над дизайном персонажей работали Харухиса Наката совместно Такако Симидзу. Премьера прошла 7 апреля 2019 года на телеканалах Tokyo MX, MBS, BS11, и AT-X. всего было заявлен выпуск 24 серий, которые будут выпущены сплит-куром, то есть трансляция пройдет не два сезона подряд, а сделает перерыв на сезон, так что вторая часть будет показана в осенний сезон, начиная с октября 2019 года.
Компания Funimation лицензировала экранизацию на территории США. Премьера английского дубляжа состоялась 28 апреля 2019 года.
| Номер | Название серии | Дата трансляции |  |
| ----- | --- | --------------- |  |
|       | |                 |  |
| 01    | Покрытая пеплом девушка «Хайкабури но сё:дзё» (灰かぶりの少女)                                                            | 7 апреля 2019   |  |
| 02    | Волчий ошейник и лебединые перья «О:ками но кубива то хакутё: но ханэ» (狼の首輪と白鳥の羽)                               | 14 апреля 2019  |  |
| 03    | Жадная лисица и ворона-лгунья «Ёкубари кицунэ то уроцуки карасу» (欲ばりキツネと嘘つきカラス)                             | 21 апреля 2019  |  |
| 04    | Нетерпеливая домохозяйка и эгоистичный художник «Сэккати касэйфу то вагамама гэйдзюцука» (せっかち家政婦とわがまま芸術家) | 28 апреля 2019  |  |
| 05    | Чёрная луна и песня потерянного ребёнка «Курой цуки то маёиго но ута» (黒い月と迷い子の唄)                                | 5 мая 2019      |  |
| 06    | Попутчик «Таби но митидурэ» (旅の道連れ)                                                                                  | 12 мая 2019     |  |
| 07    | Упрямый кузнец и предубеждённый кролик «Ганко на кадзия то хэнкуцу усаги» (がんこな鍛冶屋と偏屈ウサギ)                    | 19 мая 2019     |  |
| 08    | Игра на свирели за кулисами «Бутаи Содэ но Фуэфуки» (舞台そでの笛吹き)                                                    | 26 мая 2019     |  |
| 09    | Катящиеся камни и семь рыцарей «Корогару Иси то Ситинин но Киси» (転がる石と七人の騎士)                                   | 2 июня 2019     |  |
| 10    | Проклятое дитя «Вадзавай но Кой» (災いの子)                                                                               | 9 июня 2019     |  |
| 11    | Незванный музыкальный отряд «Манэкадзару Онгакутаи» (招かざる音楽隊)                                                      | 16 июня 2019    |  |
| 12    | Беспомощный солдат «Мурёкуна Хэйтай» (無力な兵隊)                                                                         | 23 июня 2019    |  |

### Манга
Манга-адаптация аниме была запланирована к запуску в майском номере Bessatsu Shōnen Magazine издательства Kodansha, который вышел 9 апреля 2019 года. Автором манги стал Рёсукэ Фудзи.

## Критика
Fairy Gone — экшен-аниме, больше похожее на Garo или Rage of Bahamut, чем на Akame ga KILL!. Особенно критики отмечают схожесть по тематике и атмосфере с предыдущим аниме студии P.A. Works — Sirius the Jaeger, только вместо вампиров фэнтезийным элементом в Fairy Gone становятся феи. Феи тут — громадные монстрообразные существа, напоминающие расу нелюдей из манги «Нелюдь».
Хотя дизайн отдельных элементов выполнен тщательно, но общая композиция оставляет желать лучшего, а основная цветовая гамма остается однообразной. Сочетание 2D и 3D в сериале выглядит не очень удачно. Трехмерные образы фей заметно выделяются, особенно в сценах боя.